# Chemaudin et Vaux
Chemaudin et Vaux is een gemeente in het Franse departement Doubs (regio Bourgogne-Franche-Comté). De plaats maakt deel uit van het arrondissement Besançon. Chemaudin et Vaux is op 1 januari 2017 ontstaan door de fusie van de gemeenten Chemaudin en Vaux-les-Prés. De gemeente telde 2.114 inwoners op 1 januari 2022.

## Geografie
De oppervlakte van Chemaudin et Vaux bedraagt 12,44 km², de bevolkingsdichtheid is 161 inwoners per km² (per 1 januari 2019).
De onderstaande kaart toont de ligging van Chemaudin et Vaux met de belangrijkste infrastructuur en aangrenzende gemeenten.

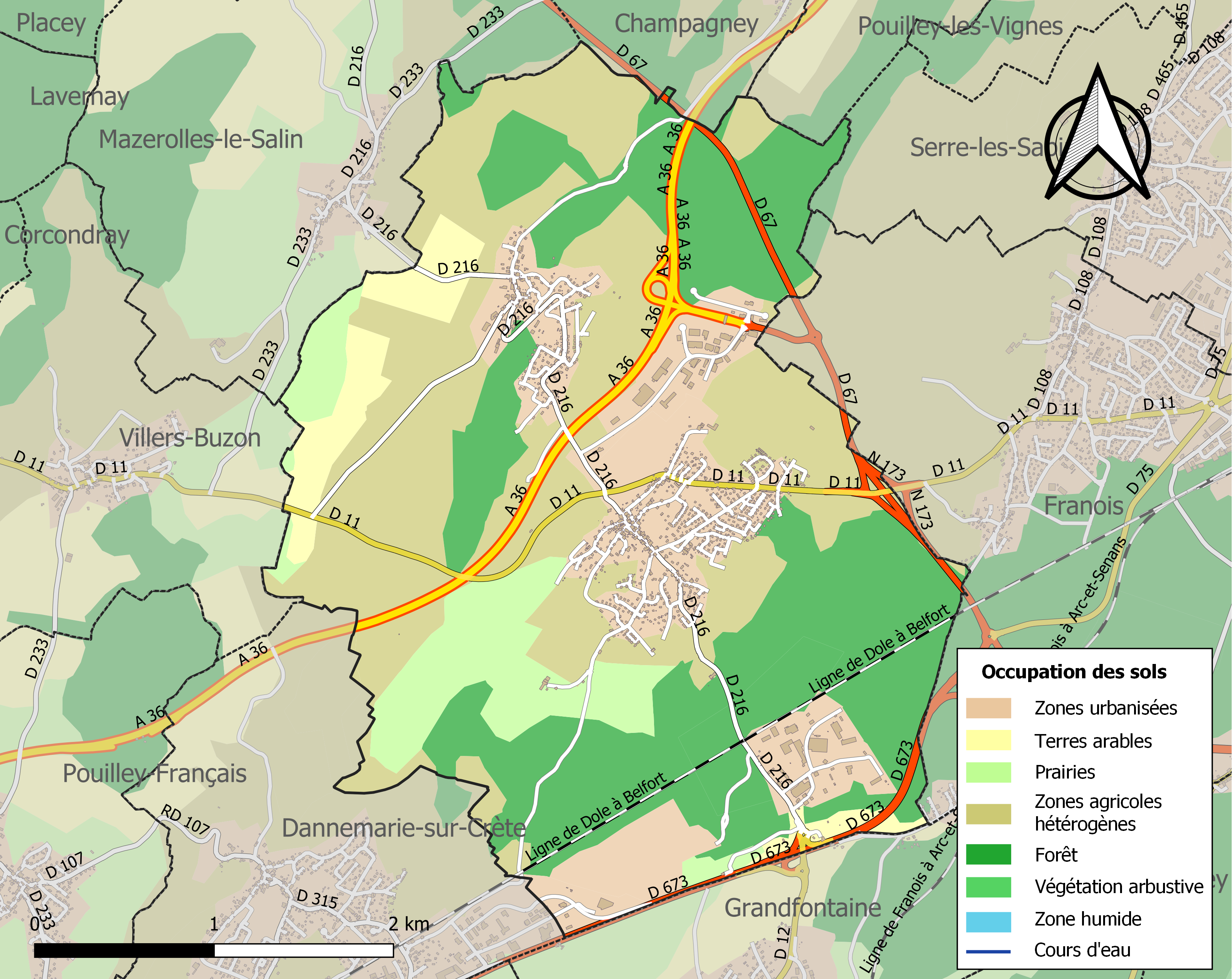